# Datare cu radiocarbon
Conform dicționarelor datarea cu carbon sau mai corect datarea cu radiocarbon este o metodă de determinare a vârstei aproximative a unui obiect organic vechi prin măsurarea conținutului de  14C . 
Metoda datării cu radiocarbon a fost dezvoltată de Willard Libby si colaboratorii săi de la Universitatea din Chicago în 1949. Pentru această contribuție, Libby a luat Premiul Nobel pentru Chimie pe anul 1960. În prezent există peste 130 de laboratoare pentru datarea cu radiocarbon, pentru diferite aplicații : hidrologie, meteorologie, oceanografie, geologie, paleoclimatologie, arheologie și biomedicină.  Arhivat în 9 iunie 2012, la Wayback Machine.

## Metoda
Elementul Carbon are doi izotopi naturali stabili: 12C, (98,89%), 13C (1,11%) și un izotop radioactiv 14C (0.00000000010%). Carbonul – 14 se dezintegrează radioactiv, având un timp de înjumătățire de 5730 ani.
Metoda radiocarbonului se bazează pe viteza de dezintegrare a radiocarbonului care se formează în straturile superioare ale atmosferei prin interacția neutronilor din radiația cosmică cu izotopul azotului 14N prin reacția :
14N  + n =  14C + p
Carbonul – 14 care se formează este oxidat rapid la bioxid de carbon  care intră rapid prin fotosinteză în plantele și animalele vii și în lanțul alimentar. Rapiditatea dispersării radiocarbonului a fost demonstrată cu ocazia testelor cu arme termonucleare în atmosferă. Există un echilibru între concentrația izotopilor carbonului din atmosferă, adică numărul de atomi de radiocarbon este constant. Când plantele și animalele mor, procesele metabolice de încorporare a carbonului  (inclusiv C-14) încetează iar inventarul de radiocarbon începe să dispară prin reacția de dezintegrare :
14C = 14N  + β
Datarea cu radiocarbon a unui eșantion se realizează măsurând radioactivitatea lui reziduală și raportând-o  la activitatea eșantioanelor din prezent. Există trei metode principale de măsurare a conținutului de Carbonului – 14 :
- Contoare proporționale cu gaz;

- Contoare cu scintilație în lichid;

- Spectrometru de masă accelerator.

Metodele cu contoare proporționale sau de scintilație sunt puțin sensibile  și supuse erorilor statistice deoarece numără dezintegrările (foarte puține în intervalul de timp alocat detecției), în timp ce metoda cu spectrometrie de masă este mult mai sensibilă deoarece numără direct atomii de carbon-14. 
Vârstele determinate cu radiocarbon se raportează deobicei în ani BP (ani anteriori prezentului). Această datare se raportează la conținutul de radiocarbon anterior anului 1950 (când au început testele nucleare  în atmosferă) și un timp de înjumătățire de 5568 ani  în loc de 5570 cât se acceptă în prezent.  Datările raportate în ani BP nu pot fi considerate ca date calendaristice deoarece nivelul atmospheric al carbonului -14 nu a fost mereu constant pe intervalul de timp evaluat și există un rezervor de carbon î materia organică, oceane, sedimente și roci sedimentare . Schimbările climatice pot modifica fluxul de carbon dintre aceste rezervoare și atmosferă modificând fracția de carbon – 14 din atmosferă. Datele BP (necalibrate) subestimează duratele cu 10-20%.  Arhivat în 18 iulie 2012, la Wayback Machine.

## Calibrarea
Datările cu radiocarbon în ani BP trebuie calibrate pentru a obține date calendaristice. Curbele standard de calibrare sunt realizate pe baza comparării datării cu radiocarbon a eșantioanelor care pot fi datate independent prin alte metode (inelele de creștere ale copacilor, carotele din sediment oceanic, eșantioane de coral, depozite din peșteri, etc.). Curbele de calibrare diferă sensibil de o linie dreaptă.
Versiunea din 2004 a curbei de calibrare se extinde la 26 000 ani BP cu o eroare ce nu depășeșe 163 de ani, iar versiunea din 2009 se extinde pe o perioadă de 50 000 de ani. INTCAL 09 Arhivat în 16 februarie 2010, la Wayback Machine.

## Legaturi externe
http://www.radiocarbon.org/
http://www.jungsteinsite.de/radon/radon.htm
http://www-pub.iaea.org/MTCD/publications/PDF/p1501_web.pdf